# Habenaria angustifolia
Habenaria angustifolia là một loài thực vật có hoa trong họ Lan. Loài này được Kunth mô tả khoa học đầu tiên năm 1816.